# Jean Rostand
Pour les articles homonymes, voir Rostand.
Pour les autres membres de la famille, voir Famille Rostand.
Jean Rostand, né le 30 octobre 1894 à Paris 17e et mort le 4 septembre 1977 à Ville-d'Avray, est un écrivain, moraliste, biologiste, historien des sciences et académicien français.

## Biographie
Fils du dramaturge Edmond Rostand et de la poétesse Rosemonde Gérard, Jean Rostand passe son enfance à la villa Arnaga, à Cambo-les-Bains (Pays basque). À l'âge de dix ans il découvre les Souvenirs entomologiques de Jean-Henri Fabre. En 1920 il se marie avec sa cousine germaine Andrée Mante. Ils auront un fils, François (1921–2003). Licencié ès sciences de la Faculté des sciences de Paris, Jean Rostand s'installe à Ville-d'Avray en 1922 après la mort de son père (1918).
Il participe à la création de la section de biologie au Palais de la découverte en 1936, puis fonde à Ville-d'Avray son propre laboratoire indépendant : la fortune familiale lui permet de se tenir à l'écart des structures universitaires, qu'il juge trop contraignantes. Très intéressé par les origines de la vie, il étudie la biologie des batraciens (grenouilles, crapauds, tritons et autres), la parthénogenèse, l'action du froid sur les œufs, et promeut de multiples recherches sur l'hérédité.
Jean Rostand commence par publier quelques essais philosophiques, puis partage son temps entre son métier de chercheur et une très abondante production scientifique et littéraire. Avec conviction et enthousiasme, il s'efforce de vulgariser la biologie auprès d'un large public (il reçoit en 1959 le prix Kalinga de vulgarisation scientifique) et d'alerter l'opinion sur la gravité des problèmes humains qu'elle pose. Considérant la biologie comme devant être porteuse d'une morale, il met en garde contre les dangers qui menacent les humains lorsqu'ils jouent aux apprentis sorciers, comme les tenants de l'eugénisme.
Toutefois, Rostand soutient une forme d'« eugénisme positif », approuvant certains écrits d'Alexis Carrel et la stérilisation des personnes atteintes de certaines formes graves de maladies mentales, ce qui fut rapproché, après la guerre, de la loi nazie de 1933, et lui fut reproché dans un contexte où l'eugénisme était une idéologie encore répandue, avec des auteurs comme Julian Huxley, premier directeur de l'UNESCO (1946-1948).
En 1954 cependant il écrit dans les Pensées d'un biologiste que « Tout ce que nous pouvons pour nos enfants, c’est de bien choisir leur mère ». Homme de science, biologiste, pamphlétaire, moraliste, Jean Rostand est aussi pacifiste. Également féministe, il contribuera avec Simone de Beauvoir, Christiane Rochefort et quelques autres, à créer le mouvement féministe Choisir la cause des femmes.
En 1962 il crée avec Pierre Darré le centre de recherches qui porte aujourd'hui son nom à Pouydesseaux dans les Hautes-Landes. Ce terrain et les laboratoires qui y ont été installés abritent les « étangs à monstres » où Rostand effectua une partie importante de ses recherches sur les anomalies des batraciens entre 1962 et 1975. Il met en évidence les divers agents biologiques (micro-organismes, virus) ou chimiques (substances pesticides) responsables des malformations chez les amphibiens.
Il est membre du Comité de patronage de la Fédération française contre l'armement atomique. En 1963 il est cofondateur, avec Claude Bourdet, et président d'honneur du MCAA (Mouvement contre l'armement atomique) qui devient en 1968 le Mouvement pour le désarmement, la paix et la liberté (MDPL). En 1965 il signe avec Albert Schweitzer et le député polynésien John Teariki une Protestation solennelle contre le sort que le Gouvernement français a décidé d'imposer aux habitants de la Polynésie française et autres territoires du Pacifique par les essais nucléaires français à Moruroa. En février 1968, avec René Dumont, Théodore Monod, Bernard Clavel, Lanza del Vasto et des dizaines de personnes, il signe une lettre de soutien à ceux qui renvoient leurs livrets militaires pour protester contre la force de frappe nucléaire. Il soutiendra le Groupe d’action et de résistance à la militarisation, initiateur de ce document, en particulier lors de ses actions contre le poste de commandement de la force de frappe nucléaire du Mont Verdun,,. Il se déclare « Citoyen du Monde »,. Agnostique, libre penseur, président d'honneur de la Libre-pensée, il montre une grande ouverture d'esprit et beaucoup d'honnêteté intellectuelle. Lors du procès de Bobigny autour de l'avortement en 1972 il témoigne en faveur du droit à l'avortement.
Une de ses citations restera à travers le temps : « La science a fait de nous des dieux, avant même que nous méritions d'être des hommes. »
Jean Rostand entre à l'Académie française en 1959 et continue ses campagnes d'information lors de conférences, à la radio ou à la télévision.
Installé depuis 1922 à Ville-d'Avray, dans la demeure qu'avait occupée Valtesse de La Bigne, il y vit jusqu'à sa mort en 1977. Il est inhumé dans le cimetière de Ville-d'Avray.

## Hommages
Outre le centre de recherches « Jean Rostand » de Pouydesseaux, de très nombreuses écoles maternelles, élémentaires (primaires), des collèges et des lycées en France portent aujourd'hui son nom.
Statuaire : le seul portait sculpté que l'on connaisse de Jean Rostand est un bronze de 1959 du sculpteur Georges Boulogne (1926-1992), intitulé Hommage de Saint-Germain à Jean Rostand. Il se trouve à Saint-Germain (Vienne), dans un square de la cité du Clos-de-l'Écu. La justification de cet emplacement reste actuellement obscure, car Jean Rostand n'avait aucune attache avec le Poitou, ni avec le département de la Vienne, ni avec cette commune. On ignore ce qui a poussé un ancien conseiller général de la Vienne, M. Fernand Chaussebourg, à œuvrer pour l'érection de cette sculpture dans cette commune en 1972. Georges Boulogne a modelé ce portrait fin 1958 dans la maison de Jean Rostand à Ville-d'Avray. En passant par l'étape du moulage en plâtre, conservé par le Musée du plâtre, un seul exemplaire semble avoir été réalisé en bronze dans la fonderie Susse à la suite d'une commande de l’État. Il semblerait que ce soit cet exemplaire qui est à Saint-Germain.

## Famille
Marié à sa cousine germaine, la sculptrice Andrée Mante (1892-1980), fille de l'industriel Louis Mante et de Juliette Mante-Rostand, Jean Rostand eut un fils, François Rostand (1921-2003), mort sans descendance.

## Titres et distinctions
- Membre de la Société zoologique de France (1950)[16]
- Grand prix littéraire de la Ville de Paris (1951)
- Président d'honneur de la Société zoologique de France (1953)
- Grand prix de la fondation Singer-Polignac (1955)
- Membre de l'Académie française (1959)
- Président d'honneur du Mouvement contre l'armement atomique (1963)
- Prix de l'Éducation décerné par l'Institut de la Vie de la fondation MGEN (Mutuelle générale de l'Éducation nationale) (1975)
- Président d'honneur du congrès de la Libre-pensée (1976)
- Fondateur du Front international anti-nucléaire contre les centrales nucléaires (1976)
- L'Île Jean-Rostand a été nommée en son honneur.

## Œuvre littéraire
- Le Retour des pauvres (Paris, Stock, 1919 - publié sous le pseudonyme de Jean Sokori)
- La Loi des riches (Paris, Grasset, 1920)
- Pendant qu'on souffre encore (Paris, Grasset, 1921)
- Ignace ou l'écrivain (Paris, Fasquelle, 1923)
- Deux Angoisses : la mort, l'amour (Paris, Fasquelle, 1924)
- De la vanité et de quelques autres sujets (Paris, Fasquelle, 1925)
- Les Familiotes et autres essais de mystique bourgeoise (Paris, Fasquelle, 1925)
- De l'amour des idées (Paris, Aveline, 1926)
- Le Mariage (Paris, Hachette, 1927)
- Valère ou l'exaspéré (Paris, Fasquelle, 1927)
- Julien ou une conscience (Paris, Fasquelle, 1928)
- Journal d'un caractère (Paris, Fasquelle, 1931)
- Pensées d'un biologiste (Paris, Delamain et Boutelleau, 1939) (nvelle éd. Stock, 1954 ; rééd. poche J'ai Lu, 1973)
- Nouvelles pensées d'un biologiste (Paris, Stock, 1947)
- Notes d'un biologiste (Les Pharmaciens bibliophiles, 1954), livre avec gravures au burin par Albert Flocon et accompagné du menu du 23 mars en l'Hôtel Lutetia.

## Œuvre scientifique
- Les Chromosomes, artisans de l'hérédité et du sexe (Paris, Hachette, 1928)
- La Formation de l'être. Histoire des idées sur la génération (Paris, Hachette, 1930)
- De la mouche à l'homme (Paris, Fasquelle, 1930)
- L'état présent du transformisme (Paris, Stock, 1931)
- L'Évolution des espèces. Histoire des idées transformistes (Paris, Hachette, 1932) [réédition à l'identique attestée en 1948]
- L'Aventure humaine (Paris, Fasquelle, 3 volumes, 1933-1935)
- La Vie des crapauds (Paris, Stock, 1933)
- Les Problèmes de l'hérédité et du sexe (Paris, Rieder, 1933)
- En collaboration avec Augustin Boutaric et Pierre Sergescu : Les Sciences. Les sciences mathématiques, les sciences biologiques, les sciences physico-chimiques, (Paris, Denoël, 1933)
- La Vie des libellules (Paris, Stock, 1935)
- Insectes (Paris, Flammarion, 1936)
- En collaboration avec Lucien Cuénot : Introduction à la génétique (Paris, Tournier et Constans, 1936)
- La Nouvelle Biologie (Paris, Fasquelle, 1937)
- La Parthénogenèse des vertébrés (Paris, Hermann, 1938)
- Claude Bernard (Paris, Gallimard, 1938)
- Biologie et Médecine (Paris, Gallimard, coll. L'avenir de la science, 1939)
- La Vie et ses problèmes (Paris, Flammarion, 1939)
- Science et Génération (Paris, Fasquelle, 1940)
- L'homme. Introduction à l'étude de la biologie humaine (Paris, Gallimard, coll. L'avenir de la science, 1941) [rééd. Gallimard Idées, 1962, sous le titre L'homme avec un appendice de l'auteur]
- Les Idées nouvelles de la génétique (Paris, P.U.F., 1941)
- L'Homme, maître de la vie (Paris, Poulet-Malassis, 1941)
- Hommes de vérité. Tome 1: Pasteur, Claude Bernard, Fontenelle, La Rochefoucauld (Paris, Stock, 1942)
- La Genèse de la vie. Histoire des idées sur la génération spontanée (Paris, Hachette, 1943)
- L'Avenir de la biologie (Paris, Poulet-Malassis, 1943)
- La Vie des vers à soie (Paris, Gallimard, 1944)
- Esquisse d'une histoire de la biologie (Paris, Gallimard, 1945)
- L'Avenir de la biologie (Paris, Éditions du Sablon, 1946)
- Qu'est-ce qu'un enfant ? (Alençon, Imprimerie Alençonnaise, 1946)
- Charles Darwin (Paris, Gallimard, 1947)
- Hommes de vérité. Tome 2: Lamarck, Davaine, Mendel, Fabre, Barbellion (Paris, Stock, 1948)
- L'Homme devant la biologie (Paris, Poulet-Malassis, 1949)
- La Parthénogenèse, reproduction virginale chez les animaux (Paris, Poulet-Malassis, 1949)
- La Parthénogenèse animale (Paris, P.U.F., 1949)
- La Biologie et l'avenir humain (Paris, Albin Michel, 1950)
- Les Grands courants de la biologie (Paris, Gallimard, coll. L'avenir de la science, 1951)
- Les Origines de la biologie expérimentale et l'abbé Spallanzani (Paris, Fasquelle, 1951)
- La Génétique des Batraciens (Paris, Hermann, 1951)
- L'Hérédité humaine (Paris, P.U.F., "Que sais-je ?", 1952)
- Pages d'un moraliste (Paris, Fasquelle, 1952)
- Ce que nous apprennent les crapauds et les grenouilles (Paris, Poulet-Malassis, 1953)
- Ce que je crois (Paris, Grasset, 1953)
- Instruire sur l'homme (Nice, Éditions médicales La Diane Française, 1953)
- La Vie, cette aventure. Entretiens avec Paul Bodin (Paris, La Table ronde, 1953)
- Notes d'un biologiste (Paris, Les Pharmaciens bibliophiles, 1954)[17]
- Les Crapauds, les grenouilles et quelques problèmes biologiques (Paris, Gallimard, coll. L'avenir de la science, 1955)
- Le Problème biologique de l'individu (Paris, Poulet-Malassis, 1955)
- L'Atomisme en biologie (Paris, Gallimard, 1956)
- Peut-on modifier l'homme ? (Paris, Gallimard, 1956)
- L'Homme de l'an 2000 (Paris, Société parisienne d'imprimerie, 1956)
- Science fausse et fausses sciences (Paris, Gallimard, 1958)
- Aux sources de la biologie (Paris, Gallimard, 1958)
- Bestiaire d'amour (Paris, Gallimard, 1958)
- Anomalies des Amphibiens anoures(Paris, Sedes, 1958)
- Carnet d'un biologiste (Paris, Stock, 1959)
- Les Origines de la biologie expérimentale (Paris, Poulet-Malassis, 1959)
- Espoir et Inquiétudes de l'homme (Paris, Club du Meilleur Livre, 1959)
- Discours de réception de Jean Rostand à l'Académie française et Réponse de Jules Romains (Paris, Gallimard, 1959)
- L'Évolution (Paris, Robert Delpine, 1960)
- La Biologie et les Problèmes humains (Paris, Cercle parisien de la Ligue Française de l'Enseignement, 1960)
- La Biologie inventrice (Paris, Éditions du Palais de la Découverte, 1961)
- Aux Frontières du surhumain (Paris, UGE 10/18, 1962)
- Avec Andrée Tétry : La Vie (Paris, Larousse, 1962)
- Le Droit d'être naturaliste (Paris, Stock, 1963)
- Biologie et Humanisme (Paris, Gallimard, 1964)
- Hommes d'autrefois et d'aujourd'hui (Paris, Gallimard, 1966)
- Maternité et Biologie (Paris, Gallimard, 1966)
- Inquiétudes d'un biologiste (Paris, Gallimard, 1967)
- Le Courrier d'un biologiste (Paris, Gallimard, 1970)
- Quelques discours (1964-1970) (Paris, Club humaniste, 1970)
- Les Étangs à monstres. Histoire d'une recherche (1947-1970) (Paris, Stock, 1971)
- Avec Andrée Tétry : L'Homme. Initiation à la biologie (Paris, Larousse, 1972)
- Entretiens avec Eric Laurent (Paris, Stock, 1975)

## Discographie
- Un cri d'Indignation et d'espoir, discours prononcé par M. Jean Rostand, président du Mouvement contre l'armement atomique, le 16 janvier 1967, disque 33 tours  (Paris, MCAA, 1967)

## Philatélie
En, 1987, un timbre français surtaxé (2,20 + 0,50 francs) lui est consacré dans la série Personnages célèbres, aux côtés de Charles Richet, Eugène Jamot, Alexandre Yersin, Bernard Halpern et Jacques Monod.

### Filmographie, en tant que lui-même
- 1950 : La vie commence demain de Nicole Vedrès

#### Bases de données et dictionnaires
- Ressources relatives à la recherche :   - Bibliothèque interuniversitaire de santé
  - La France savante
  - Persée
- Ressources relatives à la littérature :   - Académie française (membres)
  - Internet Speculative Fiction Database
- Ressource relative à la santé :   - Bibliothèque interuniversitaire de santé
- Notices dans des dictionnaires ou encyclopédies généralistes :   - Deutsche Biographie
  - Enciclopedia De Agostini
  - Gran Enciclopèdia Catalana
  - Munzinger
  - Treccani
  - Universalis
- Notices d'autorité :   - VIAF
  - ISNI
  - BnF (données)
  - IdRef
  - LCCN
  - GND
  - Italie
  - Espagne
  - Belgique
  - Pays-Bas
  - Pologne
  - Israël
  - NUKAT
  - Vatican
  - Canada
  - Australie
  - Norvège
  - Croatie
  - WorldCat